# Mesogona grisea
Mesogona grisea là một loài bướm đêm trong họ Noctuidae.